# Збройні сили Катару
Збройні сили Катару (араб. القوات المسلحة القطرية) — сукупність збройних сил Катару. Країна утримує скромні збройні сили з приблизно 11,800 вояків, зокрема сухопутні війська (8,500), військово-морські (1,800) та повітряні сили (1,500). Загальні витрати Катару на оборону становлять $1.913 млрд, приблизно 1,5 % ВВП за даними СІДПМ за 2010 рік. Катар нещодавно уклав оборонні пакти зі Сполученими штатами у 2002 та у 2013 роках, як і зі Сполученим Королівством та ще раніше із Францією у 1994 році. Катар відіграє активну роль у колективних заходах безпеки Ради співробітництва держав Перської затоки, до якої також входять Саудівська Аравія, Кувейт, Бахрейн, ОАЕ та Оман. Присутність великої американської військової бази на території країни забезпечує їй гарантоване джерело захисту та національної безпеки. СІДПМ твердить, що плани Катару щодо реорганізації та суттєвого збільшення власних збройних сил почали набирати обертів у 2014 році та у 2010-14 роках Катар був 46-м найбільшим імпортером зброї у світі. Слідом за замовленням у 2013 на 62 танки та 24 самохідні артилерійські установки з Німеччини, у 2014 році було укладено кілька інших контрактів, зокрема 24 штурмові гелікоптери, 3 літаки РЕР з США та 2 літаки-дозаправники з Іспанії.